# Alfred Kienzle
Alfred Kienzle (Stoccarda, 1º maggio 1913 – Reims, 4 settembre 1940) è stato un pallanuotista tedesco, vincitore di una medaglia d'argento all'olimpiade di Berlino 1936.